# Струково (деревня, Дорогобужский район)
Струково — деревня в Дорогобужском районе Смоленской области России. Входит в Фрунзенское сельское поселение.
Население — 176 жителей (2007 год).

## География
Расположена в центральной части области в 9 км к северу от Дорогобужа, в 1 км западнее автодороги Р137 Сафоново — Рославль, на берегу реки Червица. В 9 км севернее от деревни находится железнодорожная станция Сафоново на линии Москва — Минск.

## История
В годы Великой Отечественной войны деревня была оккупирована гитлеровскими войсками в октябре 1941 года, освобождена в сентябре 1943 года.